# Morafeno (Sava)
Morafeno is een plaats en commune in het noorden van Madagaskar, behorend tot het district Sambava dat gelegen is in de regio Sava. De plaats ligt aan de rivier Fanambana. Een volkstelling in 2001 telde het inwonersaantal op 9.437.
De plaats biedt alleen lager onderwijs aan. 99,9% van de bevolking werkt er als landbouwer. Het belangrijkste landbouwproduct is vanille, andere belangrijke producten zijn koffie, kruidnagelen en rijst. Verder is 0,1% actief in de dienstensector.